# ビセンテ・サルソ

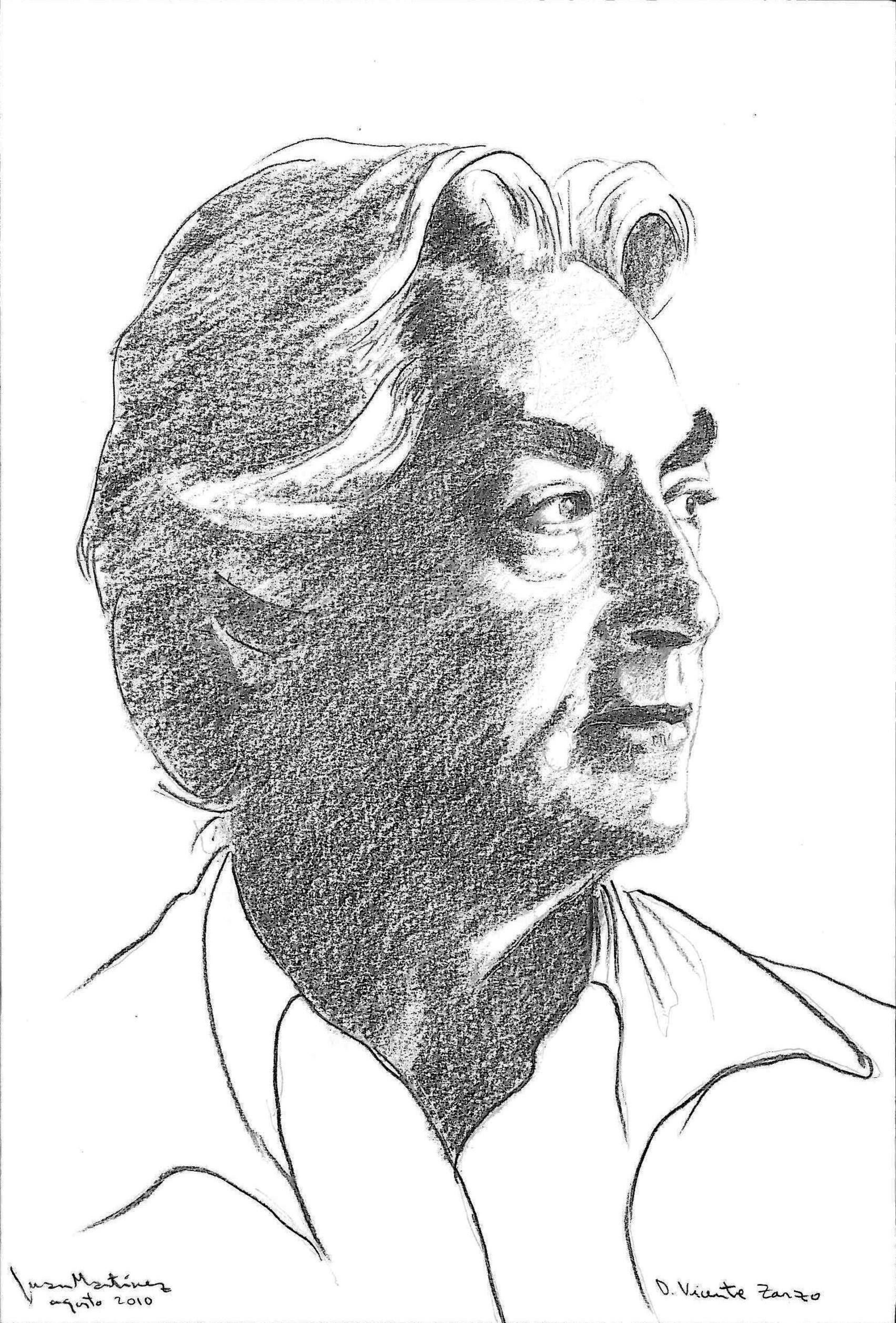
ビセンテ・サルソの肖像画

ビセンテ・サルソ・ピタルク（Vicente Zarzo Pitarch, 1938年5月8日 - 2021年9月14日）は、スペイン出身のホルン奏者。
ベナグアシル出身。バレンシア音楽院でホルンを専攻した後、ミュンヘンに留学してハンス・ネス（Hans Noeth）にホルンを師事。1967年から1992年までハーグ・レジデンティ管弦楽団の首席奏者を務めた。